# Kościół św. Jana Nepomucena w Trzebiszewie
Kościół pw. św. Jana Nepomucena w Trzebiszewie – katolicki kościół parafialny znajdujący się w Trzebiszewie (gmina Skwierzyna).

## Historia
Pierwsza wzmianka o trzebiszewskiej świątyni pochodzi z 1454. W 1604 istniał tu kościół pod wezwaniem św. Stanisława z pietą w ołtarzu głównym. Przejściowo administrowali nim protestanci, ale w 1607 ponownie był katolicki i nosił wezwanie Narodzenia NMP, będąc najbardziej na zachód wysuniętą siedzibą parafii I Rzeczypospolitej. W 1778 obiekt spłonął, a w 1779 został odbudowany (poświęcono go w listopadzie). W 1840 spłonął ponownie w wielkim pożarze Trzebiszewa. W latach 1846-1848 powstała obecna świątynia reprezentująca styl arkadowy.